# Paralichthys aestuarius
Paralichthys aestuarius is een  straalvinnige vissensoort uit de familie van schijnbotten (Paralichthyidae). De wetenschappelijke naam van de soort is voor het eerst geldig gepubliceerd in 1898 door Gilbert & Scofield.
De soort staat op de Rode Lijst van de IUCN als Onzeker, beoordelingsjaar 2007. De omvang van de populatie is volgens de IUCN dalend.